# Lidun
Lidun (kinesiska: 李墩) är en köping i sydöstra Kina. Den ligger i Zhouning härad i staden Ningde i provinsen Fujian, omkring 110 kilometer norr om provinshuvudstaden Fuzhou. Antalet invånare är 8 620. Befolkningen består av 3 554 kvinnor och 5 066 män. Barn under 15 år utgör 11,0 %, vuxna 15-64 år 74 %, och äldre över 65 år 14,0 %.